# Sitio de Niezijl
El sitio de Niezijl fue un asedio de la ciudad de Niezijl (Westerkwartier) que tuvo lugar entre el 3 y el 24 de octubre de 1581 en los Estados neerlandeses , durante la guerra de los Ochenta Años. Los españoles bajo el mando del coronel Francisco Verdugo sitiaron el lugar después de su victoria en la batalla de Noordhorn pero el asedio falló y Verdugo se retiró dejando a los ingleses y holandeses que mandaban John Norreys y Guillermo respectivamente como vencedores.

## Antecedentes

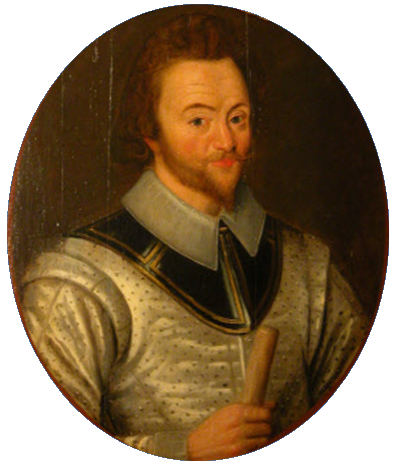
Sir John Norreys

El conde Rennenberg, estatúder de Frisia había traicionado a los neerlandeses y entregado las ciudades de Groninga, Oldenzaal, Coevorden y Delfzijl al control español. Como resultado, ya no se confiaría a los católicos altos cargos en el ejército de los Estados. El ejército español de Flandes, dirigido por Francisco Verdugo, que fue el sucesor como gobernador de las provincias del norte, avanzó al sur del Lauwerszee para invadir Frisia y obligar a la República a iniciar una negociación. Después de su derrota en la batalla de Noordhorn el 30 de septiembre, los holandeses y los ingleses se retiraron a Niezijl donde se establecieron detrás de las fortificaciones defensivas. El ejército de Verdugo, aunque retrasado por motines, estaba persiguiéndolo y posteriormente comenzó a sitiar Niezijl.

## El sitio
Niezijl era el único lugar de Frisia controlado por los neerlandeses y su captura era importante para la causa católica y española. La resistencia holandesa e inglesa fue mucho más dura de lo esperado para repeler los ataques y resistir un fuerte bombardeo. Después de tres semanas, Verdugo, que también soportaba motines en sus filas, decidió abandonar el asedio. Las inundaciones otoñales hicieron que la tierra frisona fuera intransitable para los ejércitos, y así Verdugo se trasladó con sus tropas a la tierra firme de Drenthe mientras que Norreys mantuvo el resto de su ejército detrás del río IJssel.

## Consecuencias
Niezijl siguió siendo el único lugar en el Ommelanden que los holandeses conservaron, dando así a las fuerzas de los Estados una base. Como consecuencia, desde 1589 Mauricio de Nassau comenzó una laboriosa reconquista de los territorios españoles que solo terminó con la captura de Groninga el 22 de julio de 1594.